# Барбадос и Карибское сообщество

Флаг Барбадоса

Барбадос является участником Карибского сообщества и был одним из его учредителей. Карибское сообщество — преемник Карибской организации свободной торговли, одним из участников которой также был Барбадос. Глава правительства Барбадоса в Карибском сообществе несёт ответственность за экономику и финансы.

Флаг Карибского сообщества

Штаб-квартиры нескольких организаций Карибского сообщества находятся на Барбадосе, включая:
- Карибское Агентство по управлению чрезвычайными ситуациями
- Карибский экзаменационный совет
- Карибская региональная организация по стандартам и качеству

Для своих собственных целей сообщество разделяет своих членов на более развитые страны и менее развитые страны. Барбадос классифицируется как более развитая страна. Также Барбадос является крупным держателем акций Фонда регионального развития, который могут занимать другие государства-члены Карибского сообщества.